# Геральдический музей
Геральдический музей (англ. State Heraldic Museum) — музей в Дублине, посвящённый истории развития геральдического искусства. Музей существует с 1908 года и является одним из первых и старейших в мире музеев, посвящённых данной тематике.

## Месторасположение
Музей расположен по адресу Kildare Street 2 и находится в здании Главного герольда Ирландии.

## Экспонаты
В музее представлена большая экспозиция гербов, как государственных, так и родовых ирландских гербов.